# Tetyana Voronina
Tetyana Voronina est une ancienne joueuse ukrainienne de volley-ball née le 20 octobre 1977 à Zaporijia (Ukraine). Elle mesure 1,87 m et jouait au poste de réceptionneuse-attaquante. 

## Clubs
| Club                          | De        | À         |
| ----------------------------- | --------- | --------- |
| Khimvolokno Cherkasy          | 1994-1995 | 1999-2000 |
| Skra Warszawa                 | 2000-2001 | 2002-2003 |
| Volley Bergamo                | 2003-2004 | 2003-2004 |
| Volley 2002 Forlì             | 2004-2005 | 2004-2005 |
| Emlak TOKİ Ankara             | 2005-2006 | 2005-2006 |
| Jogging Volley Altamura       | 2006-2007 | 2006-2007 |
| River Volley Piacenza         | oct 2007  | déc 2007  |
| Panathinaikos Athènes         | 2007-2008 | 2007-2008 |
| Accademia Volley Benevento    | 2008-2009 | 2008-2009 |
| Pallavolo Pontecagnano Faiano | 2009-2010 | 2009-2010 |
| Volley Loreto Femminile       | 2010-2011 | 2010-2011 |

## Palmarès
- Coupe de la CEV
  - Vainqueur : 2004.
- Championnat d'Italie
  - Vainqueur : 2004.
- Championnat d'Ukraine
  - Vainqueur : 1998, 2000.
  - Finaliste : 1997, 1999.
- Coupe d'Ukraine
  - Vainqueur : 1997, 1998, 1999, 2000.
- Coupe d'Italie
  - Finaliste : 2004.
- Championnat de Pologne
  - Finaliste : 2002.